# داماسکون
داماسکون (به انگلیسی: Damascone) با فرمول شیمیایی C۱۳H۲۰O یک ترکیب شیمیایی با شناسه پاب‌کم ۵۳۷۴۵۲۷ است. که جرم مولی آن ۱۹۲٫۳ g/mol می‌باشد. 